# 50秒サバイバルクイズ ナルハヤ
『50秒サバイバルクイズ ナルハヤ』（ごじゅうびょうサバイバルクイズ ナルハヤ）は、日本テレビ系列で2021年11月13日から12月4日まで土曜0:30 - 0:59に4週連続放送のクイズバラエティ番組。
2021年8月8日にはサンバリュ枠にてパイロット版『100秒サバイバルクイズ ナルハヤ』が放送された。

## 概要
プレイヤーの持ち時間がそのままライフとなり、タイトル通り「ナルハヤ（なるべく早く）」で正解を導き出し持ち時間の減少を食い止めるサバイバル形式のクイズ番組。

## 出演者
司会・天の声（パイロット版）
- もう中学生

## ルール
レギュラー版
各回2人による対戦。各プレイヤーにはライフとして50秒が与えられる。
問題はメンタルローテーションをテーマにした思考力や発想力を問われる問題が出題。相手より先に正解されると1秒差ごとに1ライフを失う。分からない場合はパスも可能だが1人1回まで。また、一部の問題では不正解だとお手付きとして10ライフ失う問題もある。1問あたりの制限時間は100秒。
途中ではチャンスタイムが出題。1問正解ごとにライフが回復する。
相手のライフをゼロにした方の勝利。6人による勝ち抜き戦を行い、最終戦勝者はゴールデン進出権が与えられる。しかしながら1年以上経ってもゴールデンタイムで放送されていない。
パイロット版
各回4人による対戦。各プレイヤーにはライフとして100秒が与えられる（吉田沙保里一家対決ではハンデとして最年少の小学生に120秒、最年長の吉田沙保里に80秒が与えられた）。
問題はひらめき問題やプレイヤーの写真を使った間違い探し（3か所全て正解するまでの時間を競う）など。全て筆頭で解答し正解すればクリア。分からない場合はパスも可能だが1人1回まで。
各問題ごとに事前に挑戦したモニター回答者の平均正解時間が設定されており、その時間をオーバーするとライフが減少していく。減少は正解するか時間切れ（1問につき100秒）、パスを使うまで止まらない。全てのライフを失ってしまうと失格・退場。
最初に残り20秒を切ったプレイヤー（同時の場合はその時点で一番少ないプレイヤー）に対し「ぶん取りチャンス」が発動。相手を指名し、1対1で隠し絵問題に挑戦。挑戦者が正解すれば指名した相手の持ち時間の半分を自分の物にすることができる。ただし、指名した相手が勝った場合は自分の持ち時間が半減する。

## ネット局

### ネクプラ
- 全編ローカルセールス枠のため、日本テレビ以外の通常時同時ネットとする局でも自主編成の都合上臨時に遅れネットまたは非ネットに変更することがある一方、通常時非ネットとする局でも臨時同時ネットで放送する場合がある。

| 放送対象地域   | 放送局                | 系列           | 放送日時                      | 放送期間                 | ネット状況 | 備考       |
| -------------- | --------------------- | -------------- | ----------------------------- | ------------------------ | ---------- | ---------- |
| 関東広域圏     | 日本テレビ（NTV）     | 日本テレビ系列 | 土曜 0:30 - 0:59 （金曜深夜） | 2021年11月13日 - 12月4日 | 【制作局】 | 【制作局】 |
| 青森県         | 青森放送（RAB）       | 日本テレビ系列 | 土曜 0:30 - 0:59 （金曜深夜） | 2021年11月13日 - 12月4日 | 同時ネット |            |
| 岩手県         | テレビ岩手（TVI）     | 日本テレビ系列 | 土曜 0:30 - 0:59 （金曜深夜） | 2021年11月13日 - 12月4日 | 同時ネット |            |
| 宮城県         | ミヤギテレビ（MMT）   | 日本テレビ系列 | 土曜 0:30 - 0:59 （金曜深夜） | 2021年11月13日 - 12月4日 | 同時ネット |            |
| 福島県         | 福島中央テレビ（FCT） | 日本テレビ系列 | 土曜 0:30 - 0:59 （金曜深夜） | 2021年11月13日 - 12月4日 | 同時ネット |            |
| 新潟県         | テレビ新潟（TeNY）    | 日本テレビ系列 | 土曜 0:30 - 0:59 （金曜深夜） | 2021年11月13日 - 12月4日 | 同時ネット |            |
| 長野県         | テレビ信州（TSB）     | 日本テレビ系列 | 土曜 0:30 - 0:59 （金曜深夜） | 2021年11月13日 - 12月4日 | 同時ネット |            |
| 静岡県         | 静岡第一テレビ（SDT） | 日本テレビ系列 | 土曜 0:30 - 0:59 （金曜深夜） | 2021年11月13日 - 12月4日 | 同時ネット |            |
| 富山県         | 北日本放送（KNB）     | 日本テレビ系列 | 土曜 0:30 - 0:59 （金曜深夜） | 2021年11月13日 - 12月4日 | 同時ネット |            |
| 石川県         | テレビ金沢（KTK）     | 日本テレビ系列 | 土曜 0:30 - 0:59 （金曜深夜） | 2021年11月13日 - 12月4日 | 同時ネット |            |
| 中京広域圏     | 中京テレビ（CTV）     | 日本テレビ系列 | 土曜 0:30 - 0:59 （金曜深夜） | 2021年11月13日 - 12月4日 | 同時ネット |            |
| 鳥取県・島根県 | 日本海テレビ（NKT）   | 日本テレビ系列 | 土曜 0:30 - 0:59 （金曜深夜） | 2021年11月13日 - 12月4日 | 同時ネット |            |
| 香川県・岡山県 | 西日本放送（RNC）     | 日本テレビ系列 | 土曜 0:30 - 0:59 （金曜深夜） | 2021年11月13日 - 12月4日 | 同時ネット |            |
| 高知県         | 高知放送（RKC）       | 日本テレビ系列 | 土曜 0:30 - 0:59 （金曜深夜） | 2021年11月13日 - 12月4日 | 同時ネット |            |
| 福岡県         | 福岡放送（FBS）       | 日本テレビ系列 | 土曜 0:30 - 0:59 （金曜深夜） | 2021年11月13日 - 12月4日 | 同時ネット |            |
| 長崎県         | 長崎国際テレビ（NIB） | 日本テレビ系列 | 土曜 0:30 - 0:59 （金曜深夜） | 2021年11月13日 - 12月4日 | 同時ネット |            |

## スタッフ

### 50秒サバイバルクイズ ナルハヤ
- 企画・演出：上利竜太
- 構成：桜井慎一、大谷裕一
- TM：保刈寛之
- SW：米田博之
- CAM：伊藤孝浩
- MIX：榊原大輔
- VE：笈川太
- 美術プロデューサー：稲本浩
- 美術デザイン：山本莉子
- 大道具：才原裕二
- 電飾：池田大介
- 照明：千葉雄
- モニター：インターナショナルクリエイティブ
- 技術協力：NiTRO
- 美術協力：日テレアート
- 編集：都築高史、高井陽菜（スタジオヴェルト）
- MA：小嶋雄介
- タイトルロゴ：森三平
- 音効：岡田淳一
- リサーチ：フォーミュレーション
- デスク：阿部絵里子
- TK：山際慎子
- ディレクター：木村元継、田川浩子、小嶋智仁、髙橋順、岡田萌 / 筒井菜紬、蒔田斗郁、花井理奈子、齋藤咲良
- チーフディレクター：湯浅貴仁
- プロデューサー：吉無田剛、切替愛 / 井手茶智、野島彩希
- チーフプロデューサー：川邊昭宏
- 制作協力：日企
- 製作著作：日本テレビ

### 100秒サバイバルクイズ ナルハヤ
- 企画・演出：上利竜太
- 構成：桜井慎一、大谷裕一
- TM：保刈寛之
- SW：米田博之
- CAM：日向野崇
- MIX：寺田恭子
- VE：飯島友美
- 美術プロデューサー：稲本浩
- 美術デザイン：田澤奈津美
- 大道具：才原裕二
- 電飾：冨田仁
- 照明：千葉雄
- モニター：インターナショナルクリエイティブ
- 技術協力：NiTRO
- 美術協力：日テレアート
- 編集：都築高史、高井陽菜（スタジオヴェルト）
- MA：柳智隆
- タイトルロゴ：森三平
- 音効：岡田淳一
- クイズ監修：古川洋平、石野将樹、酒井英太、松崎利浩（カプリティオ）
- デスク：阿部絵里子
- TK：山際慎子
- AD：宮﨑香菜、蒔田斗郁、齋藤咲良
- AP：野島彩希
- ディレクター：小笠原将、小嶋智仁、岡田萌
- チーフディレクター：湯浅貴仁
- プロデューサー：吉無田剛、切替愛
- チーフプロデューサー：川邊昭宏
- 制作協力：日企
- 製作著作：日本テレビ